# 메리 루 레턴
메리 루 레턴(Maru Lou Retton, 1968년 1월 24일 ~ )은 은퇴한 미국의 체조 선수이며, 1984년 로스앤젤레스 올림픽에서 5개의 메달을 획득하였다.

## 어린 시절
"로툰다"라는 본래 성인 이탈리아계로 웨스트버지니아주 페어먼트에서 태어났다. 그녀의 부친 로니는 석탄 산업의 교통 수단 비지니스를 운영하였다. 페어먼트 고등학교에서 수학하였지만 졸업하지 않았다.

## 체조 경력

1984년 로스앤젤레스 올림픽 미국 선수단과 레이건 대통령과 함께

1976년 몬트리올 올림픽에서 나디아 코마네치가 전직 챔피언 올가 코르부트를 우수한 것을 보면서 영감을 받은 레턴은 고향에서 체조를 시작하였다. 게리 라팔로스키의 코치를 받고 나서, 자신들이 미국으로 망명하기 전에 코마네치의 코치를 맡던 벨라와 마르타 카롤리 아래 훈련하기 위하여 그녀는 텍사스주 휴스턴으로 이주하기로 결정하였다. 카롤리 부부 아래에서 레턴은 곧 훈련을 시작하여 1983년 아메리칸 컵을 우승하고, 그해 미국 국내 선수권에서 다이앤 더럼에 밀려 2위를 하였다. 손목부상으로 세계 선수권을 놓침에 불구하고 1983년 일본의 춘이치 컵은 물론, 1983년과 1984년의 아메리칸 클래식을 우승하였다.
자신의 2번째 아메리칸 컵, 미국 국내 선수권과 1984년 미국 올림픽 선발 시합을 우승한 후, 지방 체조 센터에서 마루 운동을 하다가 무릎 부상을 당하였다. 로스앤젤레스 올림픽에 다가오면서 그녀는 회복되었고, 루마니아를 제외한 동구권이 불참한 이 대회에서 레턴은 에카테리나 사보와 함께 개인 종합전 금메달을 위한 가까운 교전을 하였다. 2개의 종목들이 남으면서 0.15점 차이로 사보를 추적하면서 그녀는 마루 운동과 도마에 완벽한 10초를 득점하였다. 그녀는 0.05점 차이로 개인 종합전 금메달을 획득하여, 그 종목을 우승하는 데 첫 미국 선수가 되었다.
같은 올림픽에서 또한 2개의 은메달(단체전, 도마)과 2개의 동메달(이단 평행봉, 마루 운동)을 따기도 하였다. 자신의 상연으로 그녀는 스포츠 일러스트레이티드의 "올해의 스포츠우먼"으로 임명되었다.

## 이후의 경력
열렬한 기독교 우파인 레턴은 레이건 행정부의 솔직한 후원자였다. 그녀는 로널드 레이건을 후원하는 여러 텔레비전 광고들에 나왔다. 2004년 공화당 전당 대회에서 애틀랜타 올림픽 금메달리스트 케리 스트러그와 함께 충성의 맹세를 연설하였다.
페어먼트에는 그녀의 이름을 딴 길과 공원이 있다. 1985년 3번째 아메리칸 컵을 우승한 후, 체조에서 은퇴하였다. 올림픽이 끝난 후에는 텍사스 대학교 오스틴에서 수학하였다.
1990년대 동안에 레터는 미국의 약국 체인 레브코의 여성 대변인으로 일하였다. 1992년 국립 이탈리아계 미국인 스포츠 명예의 전당에 선출되었다. 1997년에는 국제 체조 명예의 전당에 헌액되었다.